# Eduard Vogel

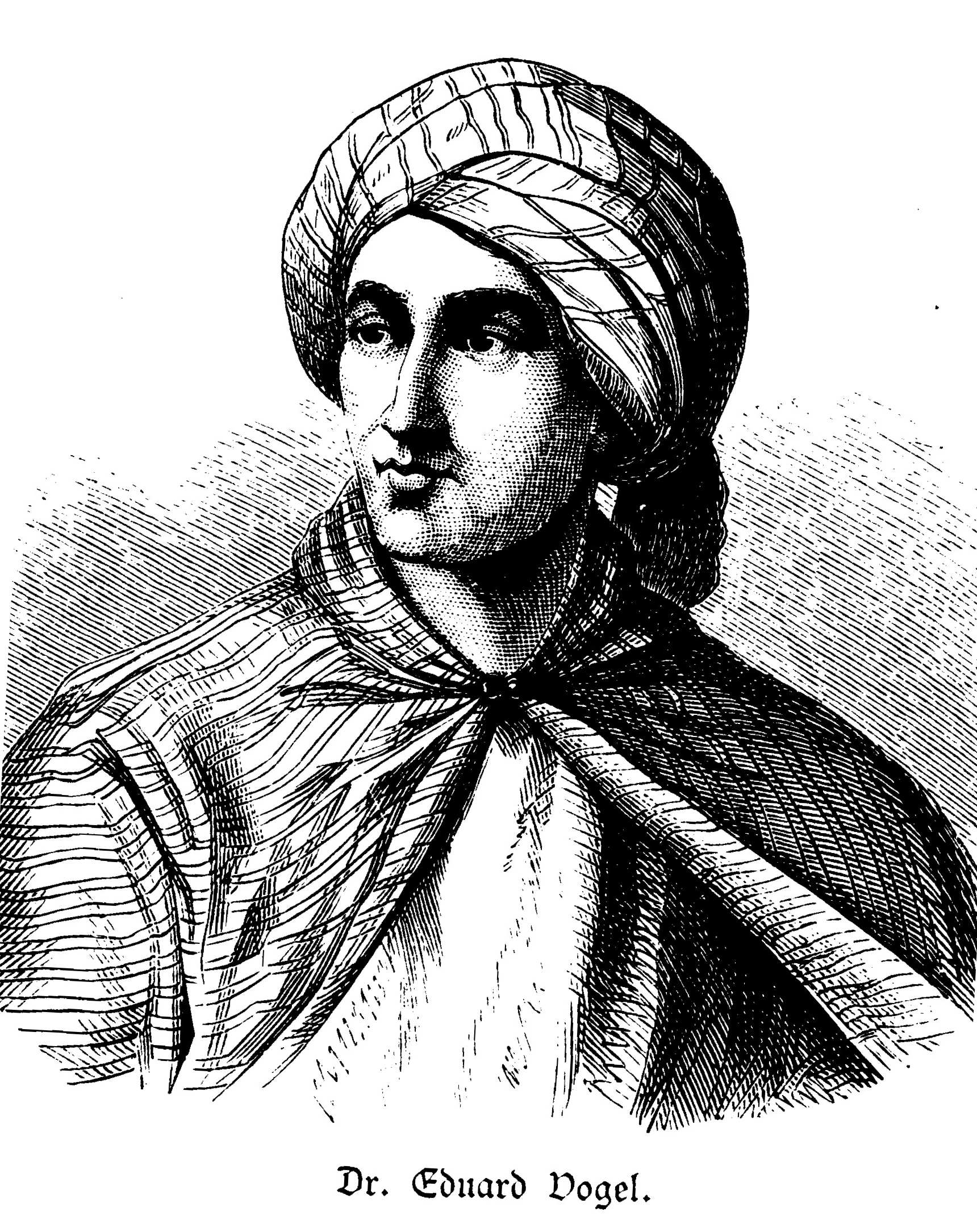
Eduard Vogel

Eduard Vogel, född 7 mars 1829 i Krefeld, troligen död i februari 1856 i Wara, Wadai, var en tysk astronom och upptäcktsresande. 
Vogel studerade naturvetenskap, främst astronomi, i Leipzig och Berlin och var assistent hos John Russell Hind på Bishop's Observatorium i London, då den brittiska regeringen 1853 gav honom i uppdrag att leda en expedition till Centralafrika för att understödja och fortsätta James Richardsons, Heinrich Barths och Adolf Overwegs forskning. 
Från Tripolis gick färden den vanliga vägen över Murzuk till Kuka i Bornu, som han nådde i januari 1854. Därifrån fortsatte han till Mandara, i vars huvudstad Mora han en tid hölls fången. I december samma år sammanträffade han med Barth i Zinder och återvände därefter till Kuka. Han gjorde även utflykter till Jakoba i Sokoto och Binue.
I januari 1856 lämnade han Kuka för att genom Sudan nå Nilen, men om hans öden under denna resa har man underrättelser endast genom andra, ty (antagligen) i februari samma år mördades han i Wara på befallning av sultanen i Wadai. Flera expeditioner eftersökte honom; först Gustav Nachtigal kunde under sin resa genom Wadai 1873 inhämta bestämda upplysningar om hans öde. Vogels syster Elise Polko utgav hans biografi under titeln: Erinnerungen an einen Verschollenen (1863).